# جک تامپسون (کنشگر)
جان بروس تامپسون (انگلیسی: John Bruce Thompson؛ زاده ۲۵ ژوئیه ۱۹۵۱) شناخته شده با نام جک تامپسون، فعال آمریکایی و وکیل ممنوع الوکاله است. تامپسون به‌عنوان وکیل، تلاش‌های حقوقی خود را بر ضد آنچه در فرهنگ مدرن به‌عنوان وقاحت می‌داند، متمرکز کرد. او به عنوان یک فعال ضد بازی‌های ویدیویی شناخته شد و از محتوای بازی‌های ویدیویی و تأثیرات ادعایی آنها بر کودکان انتقاد کرد.